# Рейнски шистови планини
Рейнските шистови планини (на немски: Rheinisches Schiefergebirge, на френски: Massif schisteux rhénan) са ниска планина в Германия, и частично на териториите на Белгия, Люксембург и Франция, заемащи северозападния край на Средноевропейските херцински планини.
Цялата нископланинска система е разположена източно и западно от средното течение на река Рейн и се пресичат от нея от юг на север чрез Рейнския пролом. Дължината им от североизток на югозапад е около 400 km, а максималната им височина връх Гросер Фелдберг (879,5 m) се издига в масива Таунус. Планините са изградени предимно от шисти и кварцити, а също пясъчници и варовици. На отделни места са се съхранили базалтови купули. Рейнските шистови планини се състоят от отделни масиви, разделени от дълбоки, на места каньонообразни долини на реките Рейн, Мозел, Лан, Нае и др. На запад от долината на Рейн са разположени масивите Ардени, Айфел и Хунсрюк, а на изток – Зауерланд, Вестервалд и Таунус. Всичките те имат обичайно заравнени билни повърхности, над които на 300 – 400 m се извисяват хребети, носещи понякога вулкански конуси и маари. В миналото склоновете на планината са били обрасли с гъсти елови, дъбови и букови гори, които сега са силно оредели. Най-високите части са заети от торфища, мочурища и блата. По терасите на речните долини и по ниските участъци на склоновете (най-вече с южна експозиция) се отглеждат пшеница, захарно цвекло, лозя и др. Интензивно се развива и животновъдството, основно едър рогат добитък. В северното им подножие е разположен големия Рурски въглищен басейн.